# Ed Searcy
Edwin Searcy, detto Ed (New York, 17 aprile 1952), è un ex cestista statunitense, professionista nella NBA.

## Carriera
Venne selezionato con la 10ª scelta del quinto giro del Draft NBA 1974, 82ª assoluta, dai New Orleans Jazz, ma venne tagliato prima dell'inizio del campionato. Firmò un contratto con i Boston Celtics nel 1975, con cui disputò 4 partite nella stagione 1975-76, prima di essere tagliato l'11 dicembre. Proseguì la carriera in Europa.